# Puchar Sześciu Narodów Kobiet 2014
Puchar Sześciu Narodów Kobiet 2014 – trzynasta edycja Pucharu Sześciu Narodów Kobiet, międzynarodowych rozgrywek w rugby union dla żeńskich reprezentacji narodowych. Zawody odbyły się w dniach 31 stycznia 2014 – 16 marca 2014 roku, a zwyciężyła w nich reprezentacja Francji, która pokonała wszystkich rywali i tym samym zdobyła dodatkowo Wielkiego Szlema.
Wliczając turnieje w poprzedniej formie, od czasów Home Internal Championship i Pucharu Pięciu Narodów, była to dziewiętnasta edycja tych zawodów.

## Mecze
| 31 stycznia 201419:30 | Irlandia | 59:0 | Szkocja | Ashbourne RFC, Ashbourne |
| 31 stycznia 201419:30 |          | 59:0 |         | Ashbourne RFC, Ashbourne |

| 1 lutego 201420:55 | Francja | 18:6 | Anglia | Stade des Alpes, Grenoble Widzów: 9613 |
| 1 lutego 201420:55 |         | 18:6 |        | Stade des Alpes, Grenoble Widzów: 9613 |

| 2 lutego 201413:00 | Walia | 11:12 | Włochy | Talbot Athletic Ground, Port Talbot Widzów: 2000 |
| 2 lutego 201413:00 |       | 11:12 |        | Talbot Athletic Ground, Port Talbot Widzów: 2000 |

| 7 lutego 201419:30 | Irlandia | 14:6 | Walia | Ashbourne RFC, Ashbourne |
| 7 lutego 201419:30 |          | 14:6 |       | Ashbourne RFC, Ashbourne |

| 8 lutego 201417:30 | Francja | 29:0 | Włochy | Stade Ernest-Argelès, Blagnac Widzów: 4500 |
| 8 lutego 201417:30 |         | 29:0 |        | Stade Ernest-Argelès, Blagnac Widzów: 4500 |

| 9 lutego 201414:00 | Szkocja | 0:63 | Anglia | Rubislaw Playing Fields, Aberdeen |
| 9 lutego 201414:00 |         | 0:63 |        | Rubislaw Playing Fields, Aberdeen |

| 22 lutego 201418:20 | Anglia | 17:10 | Irlandia | Twickenham Stadium Londyn Widzów: 15000 |
| 22 lutego 201418:20 |        | 17:10 |          | Twickenham Stadium Londyn Widzów: 15000 |

| 23 lutego 201414:00 | Walia | 0:27 | Francja | Talbot Athletic Ground, Port Talbot |
| 23 lutego 201414:00 |       | 0:27 |         | Talbot Athletic Ground, Port Talbot |

| 23 lutego 201414:30 | Włochy | 45:5 | Szkocja | Stadio del Parco Urbano, Santa Maria Capua Vetere Widzów: 1000 |
| 23 lutego 201414:30 |        | 45:5 |         | Stadio del Parco Urbano, Santa Maria Capua Vetere Widzów: 1000 |

| 7 marca 201419:30 | Anglia | 35:3 | Walia | Twickenham Stoop, Londyn |
| 7 marca 201419:30 |        | 35:3 |       | Twickenham Stoop, Londyn |

| 8 marca 201417:00 | Irlandia | 39:0 | Włochy | Aviva Stadium, Dublin |
| 8 marca 201417:00 |          | 39:0 |        | Aviva Stadium, Dublin |

| 9 marca 201414:00 | Szkocja | 0:69 | Francja | Lasswade RFC, Bonnyrigg |
| 9 marca 201414:00 |         | 0:69 |         | Lasswade RFC, Bonnyrigg |

| 14 marca 201418:45 | Francja | 19:15 | Irlandia | Stade du Hameau, Pau Widzów: 8500 |
| 14 marca 201418:45 |         | 19:15 |          | Stade du Hameau, Pau Widzów: 8500 |

| 16 marca 201414:00 | Walia | 25:0 | Szkocja | Talbot Athletic Ground, Port Talbot |
| 16 marca 201414:00 |       | 25:0 |         | Talbot Athletic Ground, Port Talbot |

| 16 marca 201415:00 | Włochy | 0:24 | Anglia | Stadio Giulio e Silvio Pagani, Rovato |
| 16 marca 201415:00 |        | 0:24 |        | Stadio Giulio e Silvio Pagani, Rovato |